# Zwaring-Pöls
Zwaring-Pöls là một đô thị thuộc huyện Graz-Umgebung bang Steiermark, nước Áo. Đô thị Zwaring-Pöls có diện tích 23,98 km², dân số thời điểm cuối năm 2008 là 1468 người.